# Infraestrutura do Brasil
A infraestrutura do Brasil é o conjunto de atividades e estruturas da economia do Brasil, uma república federativa presidencialista localizada na América do Sul, que servem de base para o desenvolvimento de diversas atividades. Por exemplo, para que empresas do país possam exportar são necessários portos e aeroportos. A infraestrutura do país foi, até décadas atrás, desenvolvida quase exclusivamente com investimentos públicos. Porém, a partir da década de 1990, com privatizações e parcerias entre os setores público e privado, as grandes empresas nacionais e internacionais têm investido na infraestrutura através de contratos de concessão.
O Brasil se destaca em vários segmentos: é o segundo maior exportador de produtos alimentícios, um dos maiores produtores de petróleo e minerais e o quinto maior mercado automobilístico. Dispõe de estabilidade política e institucional e sua economia é a mais forte de toda América Latina. Porém o país enfrenta grandes desafios de natureza estrutural. Estes estão diretamente ligados à evolução histórica do país, à sua inserção no sistema mundial de governança e aos gargalos e disparidades econômicas, sociais e regionais que, há séculos, definem a nossa sociedade.
Em um ranking que elenca a contratação de obras em 189 países em 2015, feito pelo Banco Mundial, o Brasil ocupa a 169ª posição. Os vizinhos Chile e Peru, por exemplo, ocupam a 24ª e 48ª posições, respectivamente. Outro estudo, da Confederação Nacional da Indústria (CNI), mostra que, nos últimos 20 anos, o Brasil investiu, em média, pouco mais de 2% do Produto Interno Bruto (PIB) em infraestrutura. O investimento indicado deveria ser, no mínimo, de 3%. Para se aproximar dos demais países emergentes, porém, o investimento deveria dar um salto e ficar entre 4% e 5%.

## Ciência e tecnologia

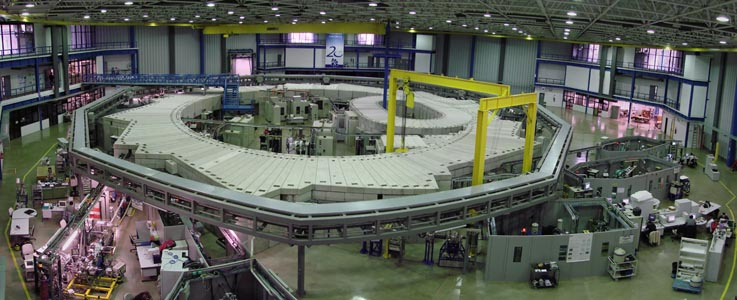
Fotografia panorâmica do Laboratório Nacional de Luz Síncroton, em Campinas, estado de São Paulo, o único acelerador de partículas do hemisfério sul.

A ciência e a tecnologia do Brasil conseguiram nas últimas décadas uma significativa posição no cenário internacional. A ciência brasileira começou fortemente somente nas primeiras décadas do século XIX, quando a família real portuguesa, dirigida por D. João VI, chegou em Rio de Janeiro, escapando-se da invasão do exército de Napoleão em 1807. Até então, o Brasil não era muito mais do que uma colônia pobre, sem universidades, mídias impressas, bibliotecas, museus, etc, em um contraste absoluto às colônias da Espanha, que já detinham universidades desde o século XVI. Mesmo antes da vinda da corte ao Brasil, O Padre Bartolomeu de Gusmão realizou feito notável ao construir um instrumento de voo chamado por ele de Passarola em 1709 e que de fato era um balão a ar quente.
O Brasil tem hoje uma organização bem desenvolvida da ciência e da tecnologia. A pesquisa básica é realizada pela maior parte em universidades, centros e institutos públicos de pesquisa, e em alguma em instituições particulares, particularmente em ONGs. Os agradecimentos aos regulamentos governamentais e os incentivos, de qualquer forma, desde os anos 1990 têm crescido também nas universidades e nas companhias particulares. Consequentemente, mais de 90% dos financiamentos para a pesquisa básica vem das fontes governamentais. A pesquisa, a tecnologia e a engenharia aplicadas são realizadas também pela maior parte nas universidades e nos sistemas dos centros de pesquisa, em contrapartida, mais países desenvolvidos tais como os Estados Unidos, a Coreia do Sul, a Alemanha, o Japão, etc.

## Comunicações

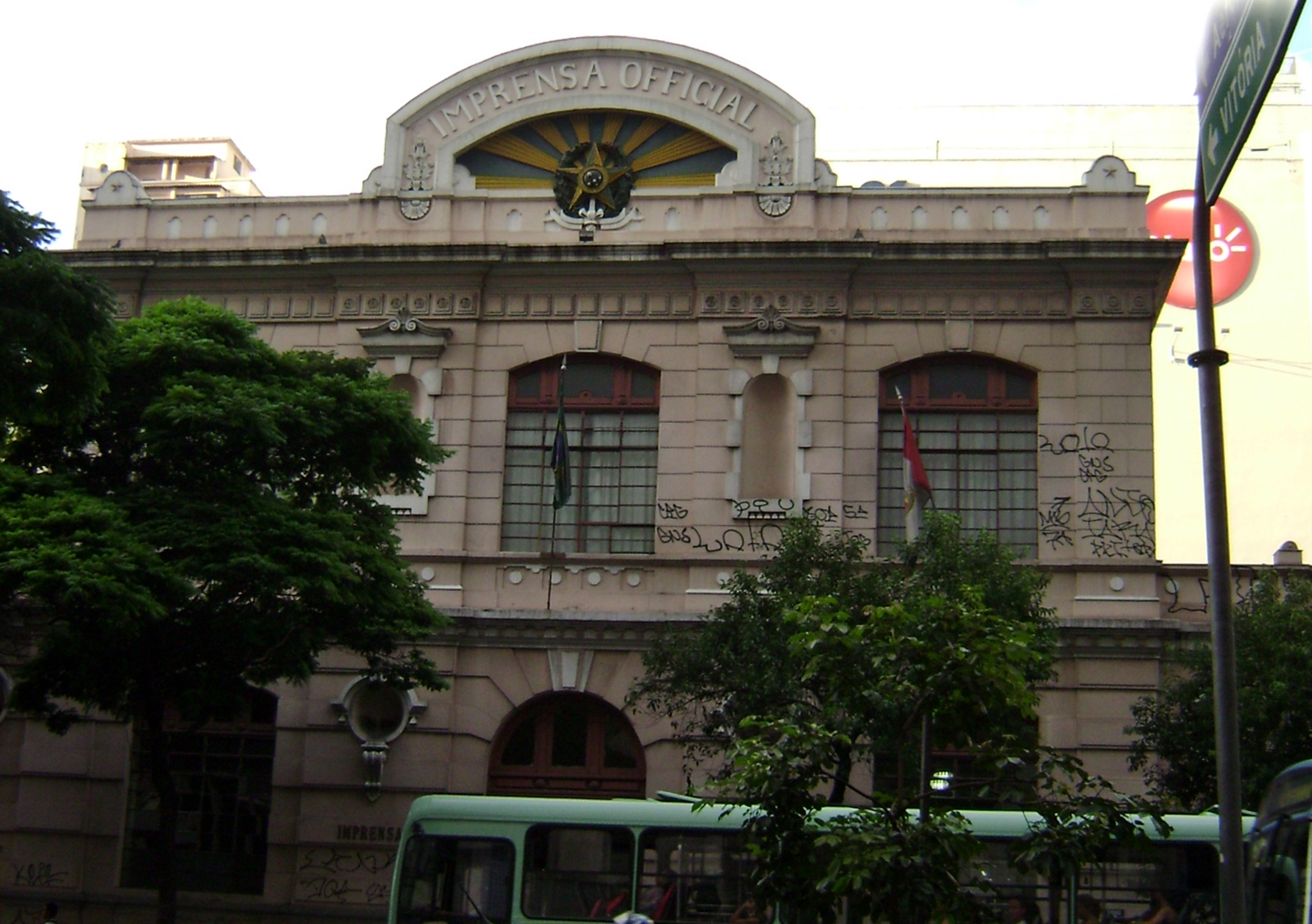
Imprensa Oficial, em Belo Horizonte.

A indústria da comunicação no Brasil é considerada como muito concentrada. Embora a Constituição proíba a propriedade de jornais, emissoras televisão e de rádio na mesma região por um mesmo grupo, na esta prática é o modelo empresarial vigente. O caso mais eloquente é o do Grupo Globo, que possui a emissora TV Globo, retransmitida em todo o país, a rádio CBN, a revista Época, o portal de Internet Globo.com, a provedora de televisão a cabo Net e o jornal O Globo, com o qual Roberto Marinho iniciou suas operações. Existem outros casos semelhantes em menor escala, como a Rede Brasil Sul de Telecomunicações (RBS), na região Sul. Esta possui a emissora RBS, diversas rádios (Gaúcha, Farroupilha, Atlântida, etc.), o jornal Zero Hora e o portal ClicRBS. A RBS é retransmissora da Globo na região Sul. Este sistema se reproduz em todas as regiões do país. As tentativas de parlamentares e organizações civis para impor as leis constitucionais a estes grupos tradicionalmente fracassam.
Existem 1 551 estações de rádio AM e 2 622 FM, além das 134 ondas curtas. Em 1997 eram 71 milhões de aparelhor de rádio (87,8% dos domicílios brasileiros possuem aparelhos de rádio). São 269 estações de televisão, além das 5.704 repetidoras e 90.3% das residências possuem aparelhos televisores. Em 2005 existiam 39 milhões de telefones fixos. Neste mesmo ano o país 85 milhões de aparelhos celulares, porém em 2006 esse número já era de 96 milhões. A internet no Brasil é considerada uma das mais caras do mundo, em termos de relação custo por mbit, podendo ser quase 400 vezes mais cara quando comparado aos países onde o custo é o menor do mundo. Em 2004 6,3 milhões de domicílios (21,6 milhões de pessoas) possuíam acesso a internet e existiam 60 milhões de computadores em 2008 (1 computador para cada 3 habitantes).

## Educação

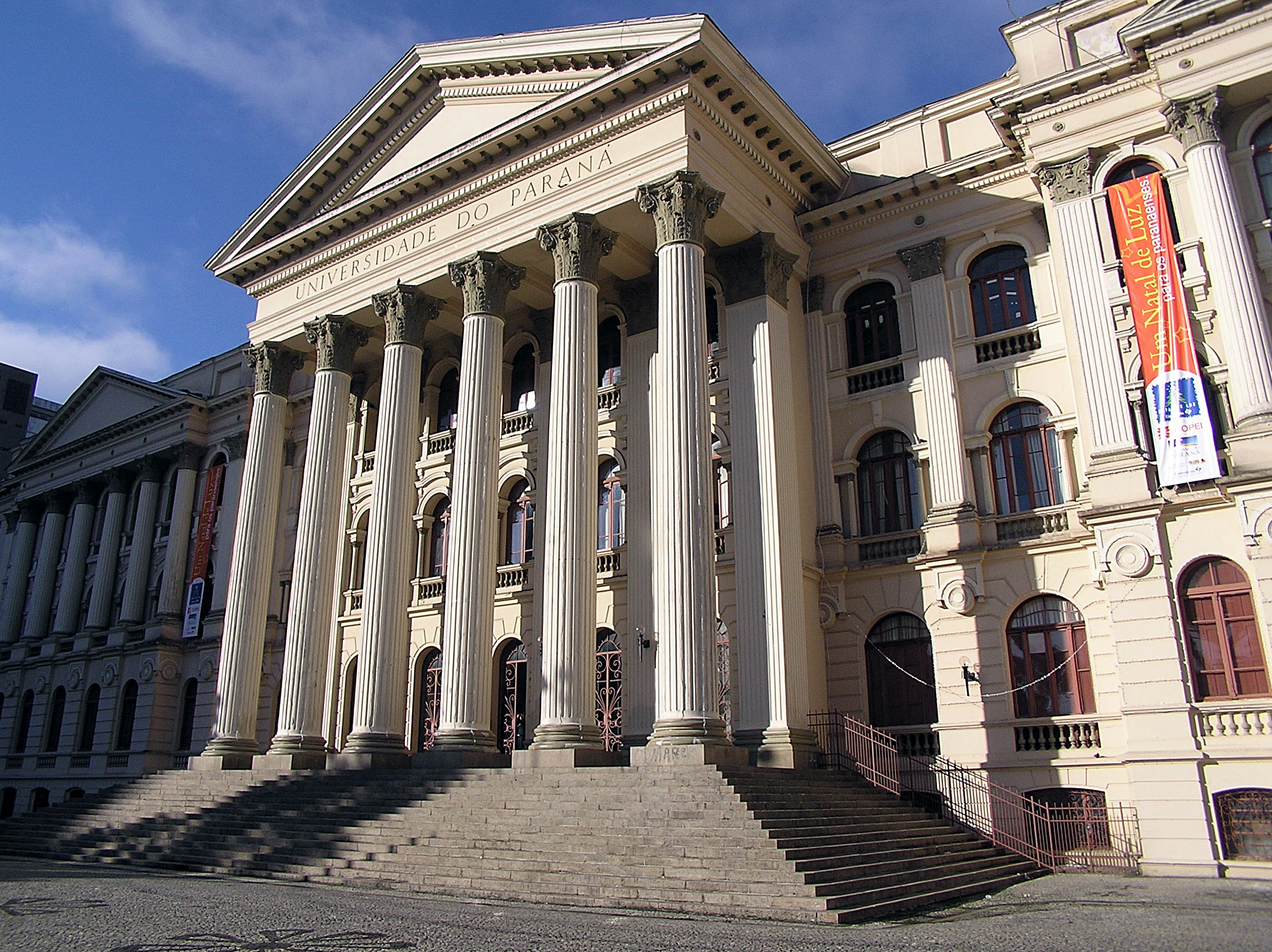
Universidade Federal do Paraná, uma das mais antigas instituições de ensino superior do país, fundada em 1912

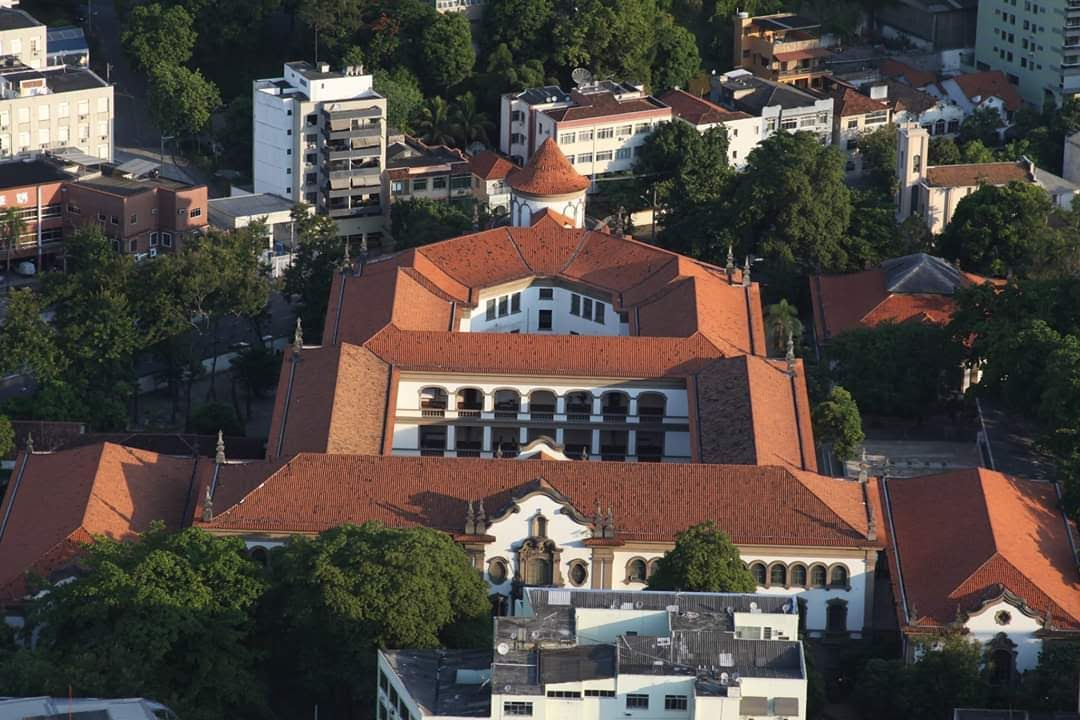
Instituto Superior de Educação do Rio de Janeiro, uma tradicional instituição de Ensino superior e Básica, fundado em 1880

A educação no Brasil, segundo a Constituição Federal e a Lei de Diretrizes e Bases da Educação Nacional (LDB) deve ser gerida e organizada separadamente por cada nível de governo. O Governo Federal, os Estados, o Distrito Federal e os municípios devem gerir e organizar seus respectivos sistemas de ensino. Cada um desses sistemas educacionais públicos é responsável por sua própria manutenção, que gere fundos, bem como os mecanismos e fontes de recursos financeiros. A nova constituição reserva 25% do orçamento do Estado e 18% de impostos federais e taxas municipais para a educação.
Segundo dados do PNAD, em 2007, a taxa de literacia brasileira foi de 90% da população, o que representa 14,1 milhões de analfabetos no país, já o analfabetismo funcional atingiu 21,6% da população. O analfabetismo é mais elevado no Nordeste, onde 19,9% da população é analfabeta. Ainda segundo o PNAD, o percentual de pessoas na escola, em 2007, foi de 97% na faixa etária de 6 a 14 anos e de 82,1% entre pessoas de 15 a 17 anos enquanto o tempo médio total de estudo entre os que têm mais de 10 anos foi, em média, de 6,9 anos.
A educação brasileira é regulamentada pelo Governo Federal, através do Ministério da Educação, que define os princípios orientadores da organização de programas educacionais. Os governos locais são responsáveis por estabelecer programas educacionais estaduais e seguir as orientações utilizando os financiamentos oferecidos pelo Governo Federal. As crianças brasileiras têm que frequentar a escola no mínimo por 9 anos, porém a escolaridade é normalmente insuficiente. A Constituição Brasileira de 1988 estabelece que "educação" é "um direito para todos, um dever do Estado e da família, e está a ser promovida com a colaboração da sociedade, com o objetivo de desenvolver plenamente o desenvolvimento integral da personalidade humana e a sua participação nos trabalhos com vista ao bem-estar comum.

## Saúde
A saúde do Brasil é prejudicada por uma série de fatores, como o clima, os cuidados de saúde e a poluição. O país é sede de uma série de organizações internacionais de saúde, tais como o Latin American and Caribbean Center on Health Sciences Information, e o Instituto Edumed.
De acordo com o governo brasileiro, os problemas mais graves para a saúde brasileira são: Mortalidade infantil, com cerca de 26.67 óbitos para cada 1000 crianças nascidas em 2008; Mortalidade por doenças não-transmissíveis, 151,7 óbitos para cada 100.000 habitantes causadas por doenças cardíacas e circulatórias, juntamente com 72,7 óbitos para cada 100.000 habitantes causada pelo câncer e a Mortalidade provocada por causas externas (transportes, violência e suicídio), 71,7 óbitos para cada 100.000 habitantes (14,9% de todas as mortes no país). Segundo um estudo da Economist Intelligence Unit na Grã-Bretanha sobre a qualidade de vida divulgado em 2010, o Brasil ficou em antepenúltimo lugar entre os quarenta países pesquisados devido a deficiências no tratamento paliativo, à disponibilidade de medicamentos analgésicos e às políticas públicas.

### Saneamento

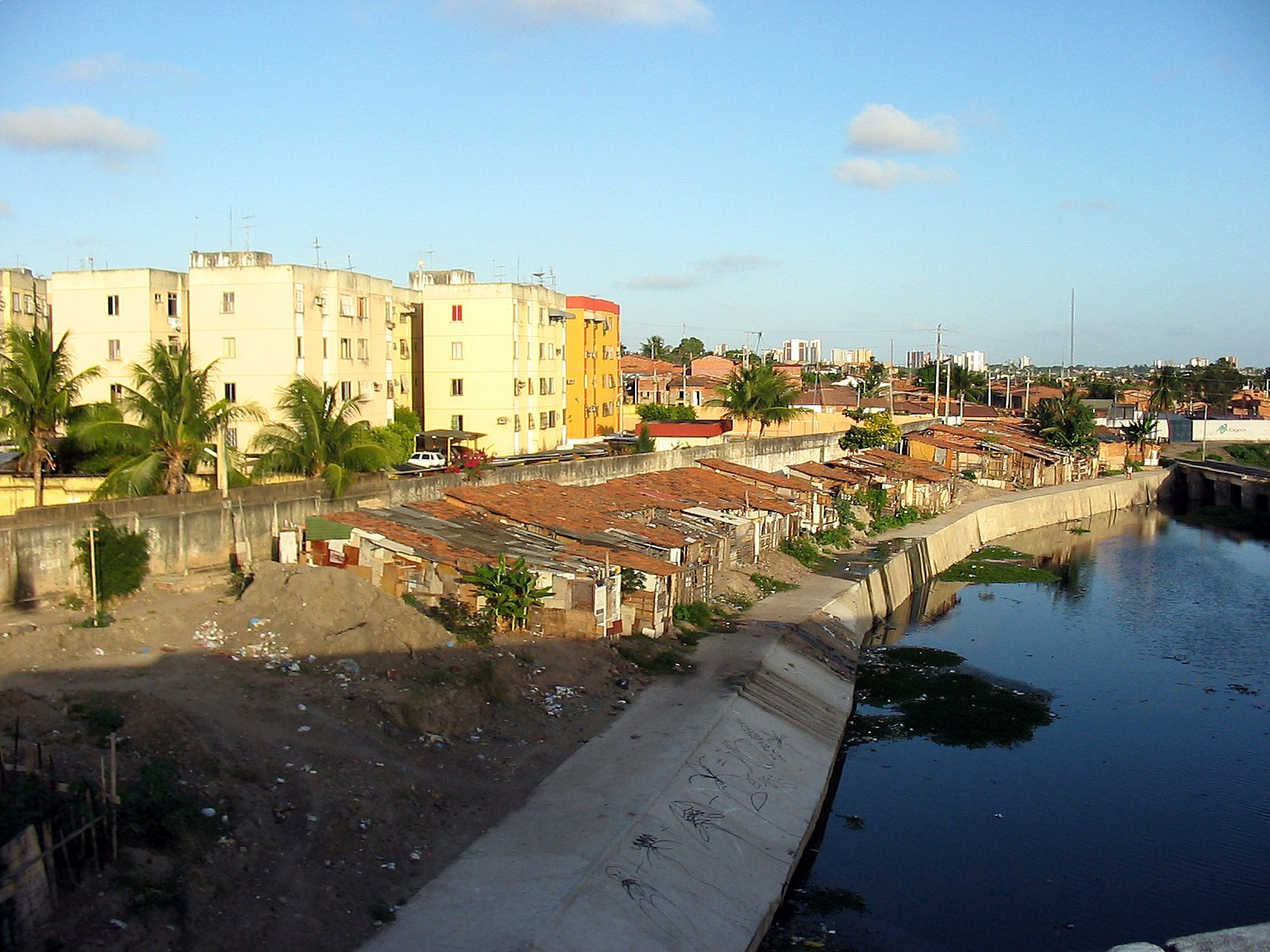
Esgoto despejado in natura em curso d'água numa favela de Fortaleza

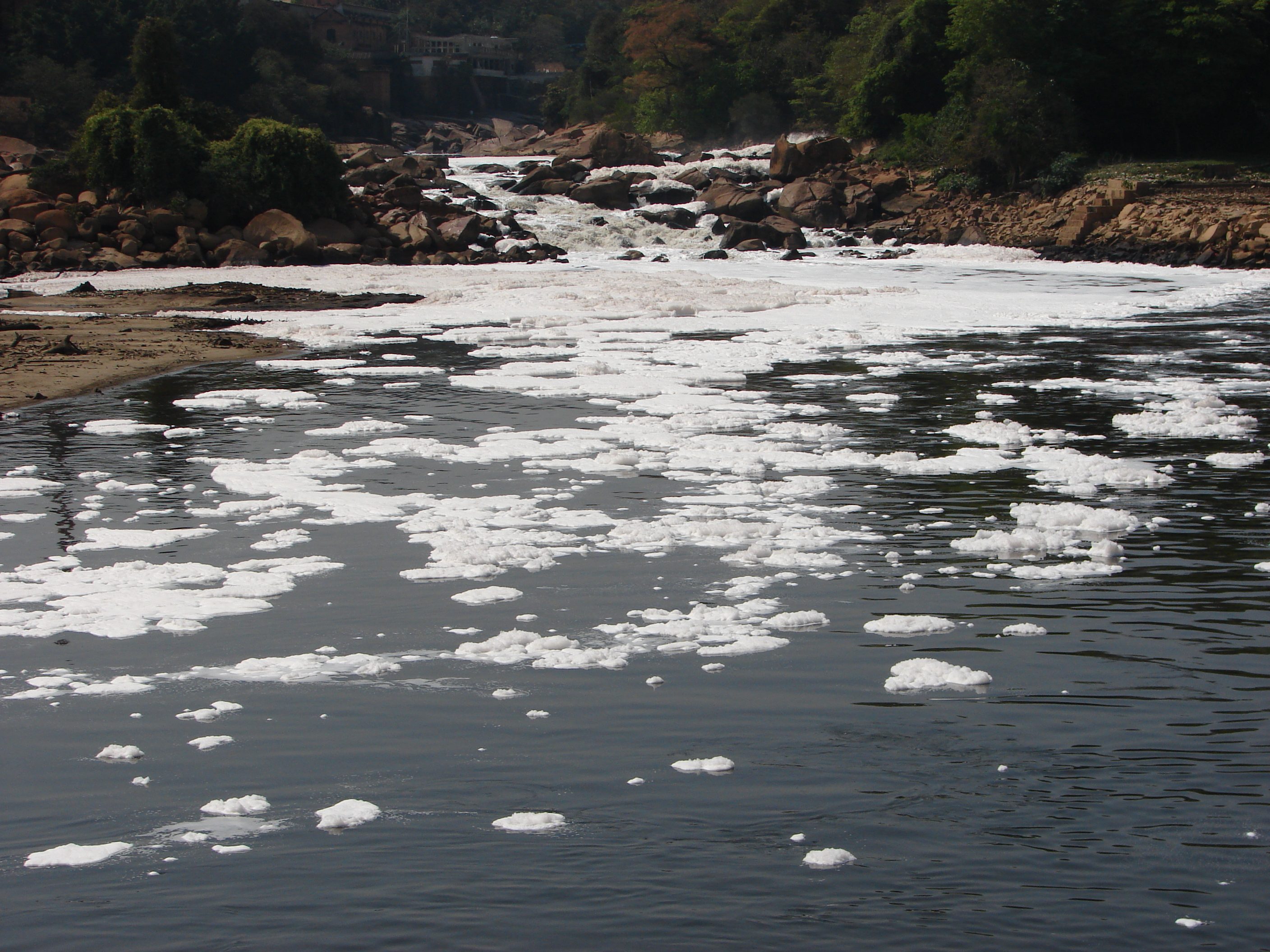
Poluição no Rio Tietê, em Salto

Segundo dados relativos a 2008, cerca de 100 milhões de brasileiros não tinham acesso a algum tipo de saneamento básico.
Segundo levantamento feito em 2008 pelo IBGE, a rede de esgoto chegava somente a 55,2% dos municípios brasileiros.
O Censo, realizado em 2010 pelo IBGE, também demonstra que o saneamento está ausente ou é inadequado em 38,2% dos domicílios, ainda que a fossa séptica seja encontrada em 6 milhões deles - forma considerada satisfatória pelo IBGE.
Na região Norte, apenas 22,4% dos domicílios possuem condições adequadas de saneamento; no Sudeste, a proporção em 2010 era de 82,3%.
Dados do MDS divulgados em 2011 estimam que metade da população mais pobre da área rural não tem banheiro no domicílio.
A aplicação de recursos por meio do governo federal para extensão do fornecimento é limitada pela sintonia com as Câmaras Municipais, pois somente cerca de uma centena municípios entre os mais de 5,5 mil do País dispõem de planos aprovados.
O Instituto Trata Brasil, ONG que propõe a universalização do saneamento, detectou em 2010 que, em um ranking das 26 empresas estaduais do ramo, 18 delas têm um desempenho muito insatisfatório em detalhes como atendimento, tarifa e capacidade de investimento.
A falta de saneamento básico dificulta a extensão de programas de habitação e crédito imobiliário.

#### Abastecimento de água
A água chega por meio de rede geral a 83% das residências brasileiras, embora, de acordo com o Censo 2010, 5,7 milhões de brasileiros (10% do total) ainda precisem buscar água em poços ou nascentes.
O Brasil possui 12% do potencial hídrico do planeta, mas várias regiões com abundância de água já sofrem com a escassez de água, como a Região Metropolitana de São Paulo, visto que, somente na capital paulista, 100 mil novas ligações de água são feitas anualmente, 48% da água da cidade precisa ser importada e 3,5 bilhões de litros de água são desviados irregularmente por meio dos "gatos". Apenas 20% do esgoto coletado recebe algum tipo de tratamento e a maior parte é lançado nos sistemas hídricos, o que aumenta a exposição da população a doenças.

## Transportes

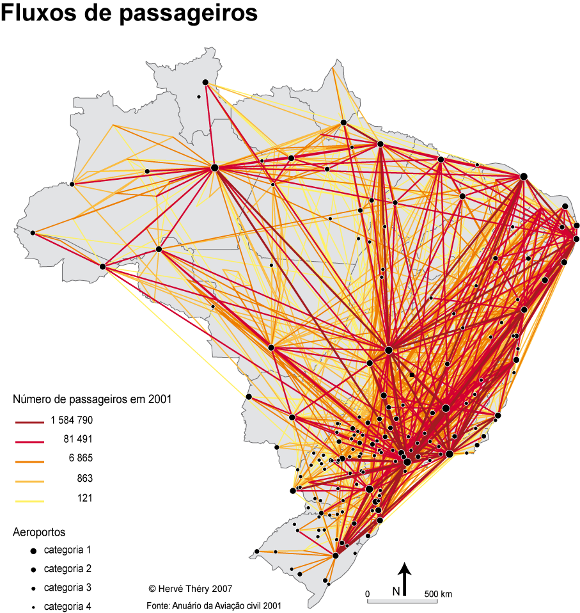
Fluxo de passageiros entre os principais aeroportos do Brasil (2001).

O sistema do transportes brasileiro define-se basicamente por uma extensa matriz rodoviária, sendo também servido por um sistema limitado de transporte fluvial (apesar do numeroso sistema de bacias hidrográficas presentes no país), ferroviário e aéreo. O intuito de criar uma rede de transportes ligando todo o país nasceu a partir das democracias desenvolvimentistas, em especial as de Getúlio Vargas e Juscelino Kubitschek. Àquela época, o símbolo da modernidade e do avanço em termos de transporte era o automóvel. Isso provocou uma especial atenção dos citados governantes na construção de estradas. Desde então, o Brasil tem sua malha viária baseada no transporte rodoviário.
Existem cerca de 2.498 aeroportos no Brasil, incluindo as áreas de desembarque. O país tem o segundo maior número de aeroportos em todo o mundo, atrás apenas dos Estados Unidos. O Aeroporto Internacional de São Paulo, localizado nas proximidades de São Paulo, é o maior e mais movimentado aeroporto do país, grande parte dessa movimentação deve-se ao tráfego comercial e popular do país e ao fato de que o aeroporto liga São Paulo a praticamente todas as grandes cidades de todo o mundo. O Brasil tem 34 aeroportos internacionais e 2464 aeroportos regionais. Possuindo cerca de 1.355.000 quilômetros de rodovias, as estradas são as principais transportadoras de carga e de passageiros no tráfego brasileiro. O Presidente Juscelino Kubitschek (1956-1960), que concebeu e construiu a capital Brasília, foi outro incentivator de rodovias. Kubitschek foi responsável pela instalação de grandes fabricantes de automóveis no país (Volkswagen, Ford e General Motors chegaram ao Brasil durante seu governo) e um dos pontos utilizados para atraí-los era, evidentemente, o apoio à construção de rodovias. Hoje, o país tem instalado em seu território outros grandes fabricantes de automóveis como Fiat, Renault, Peugeot, Citroën, Chrysler, Mercedes-Benz, Hyundai e Toyota. Atualmente, porém, o governo brasileiro, diferentemente do passado, procura incentivar outros meios de transporte, principalmente o ferroviário, um exemplo desse incentivo é o projeto do Trem de Alta Velocidade Rio-São Paulo, um trem-bala que vai ligar as duas principias metrópoles do país. O Brasil é o 7º mais importante país da indústria automobilística. Há 37 grandes portos no Brasil, dentre os quais o maior é o Porto de Santos.